# 15. Waffen-Grenadier-Division der SS (lettische Nr. 1)
Die 15. Waffen-Grenadier-Division der SS (lettische Nr. 1) war eine Grenadier-Division der Waffen-SS. Im Gegensatz zu den meisten anderen nichtdeutschen Divisionen der Waffen-SS waren fast alle Führungspositionen unterhalb der Divisionsebene von Letten besetzt. Die Division kämpfte ab 1943 im Nordabschnitt der Ostfront und 1945 auf deutschem Gebiet.

## Geschichte

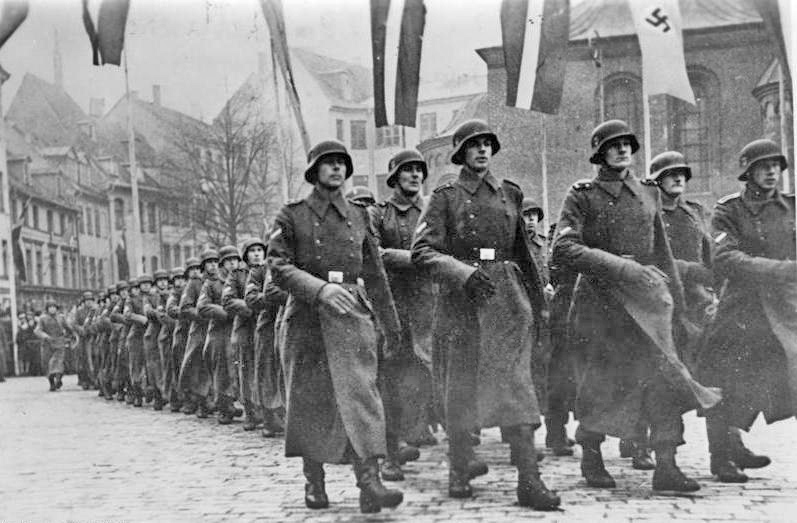
Lettische Freiwillige 1943

Die 15. Waffen-Grenadier-Division der SS (lettische Nr. 1) wurde Anfang 1943 aus der lettischen Legion aufgestellt und setzte sich, wie ihre Schwesterdivision, die 19. Waffen-Grenadier-Division der SS (lettische Nr. 2), aus lettischen SS-Einheiten zusammen.

### Aufstellung
Im Februar 1943 wurde die Aufstellung einer lettischen SS-Freiwilligen-Division befohlen. Unter der Führung des Höheren SS- und Polizeiführers Reichskommissariat Ostland sollte die Division bis Ende Juni 1943 einsatzbereit sein. Die Aufstellung verzögerte sich, nicht zuletzt, weil Mannschaften an die 2. SS-Infanterie-Brigade abgegeben werden mussten. So war die Division erst im Oktober 1943 zum Fronteinsatz bereit.

### Einsatz
Schon während der Aufstellung im Sommer 1943 wurden einzelne Teile der Division an der Ostfront bei Opotschka/Ostrow eingesetzt.
Nach der erfolgten Aufstellung und Zuordnung zur Heeresgruppe Nord im November 1943 kämpfte die Division bei Newel, Ostrow, Opotschka.
Im Juli 1944 folgten Rückzugskämpfe über die Welikaja. Trotz der heftigen Abwehraktionen konnten die Letten den Vormarsch der Roten Armee nicht zum Erliegen bringen.
Im Juli 1944 erreichte die Rote Armee wieder lettischen Boden. Bei diesen Kämpfen wurde die Division aufgerieben. Reste der Kampftruppen wurden in die 19. Division eingegliedert.

#### Wiederaufstellung
Auf dem SS-Truppenübungsplatz Westpreußen sollte die Division neu aufgestellt werden.
Der Panzerjäger-Abteilung der Division wurden im Oktober 1944 für eine Neuausrüstung vierzehn Jagdpanzer 38 zugeteilt.
Nach der Ergänzung mit lettischen RAD-Angehörigen wurde die Division Anfang 1945 der Heeresgruppe Weichsel unterstellt und in Westpreußen und Pommern eingesetzt.
Teile der Division wurden in der Folgezeit fremden Einheiten unterstellt. Ziel der lettischen Truppenführer war es, ihre Soldaten nicht in sowjetische Gefangenschaft geraten zu lassen. Entgegen höheren Befehlen setzten sich Truppenteile nach Westen ab. Im Mai 1945 ergab sich die Division bei Schwerin den alliierten Truppen. Das Füsilier-Bataillon der Division geriet im April 1945 in die Kämpfe um Berlin und wurde bei der Verteidigung des Regierungsviertels gegen die anrückende Rote Armee nahezu vollständig aufgerieben.

### Nach dem Krieg
Der Großteil der Division geriet in westliche Kriegsgefangenschaft. Der Dienst in der Waffen-SS wurde von den Westmächten als erzwungen anerkannt. Deshalb wurden 1946 die meisten Divisionsangehörigen entlassen. Viele wanderten später nach Kanada, USA und Australien aus.

## Kriegsverbrechen
Während der Kämpfe um die Pommernstellung verübten Angehörige dieser Division ein Kriegsverbrechen an gefangenen polnischen Soldaten. Am 2. Februar 1945 verbrannten sie im Dorf Flederborn (heute Podgaje) 32 mit einem Stacheldraht gefesselte Soldaten der 4. Kompanie des 3. Infanterieregiments der polnischen 1. Armee.

## Gliederung
- Waffen-Grenadier-Regiment der SS 32
- Waffen-Grenadier-Regiment der SS 33
- Waffen-Grenadier-Regiment der SS 34
- Waffen-Artillerie-Regiment der SS 15
  - Waffen-Füsilier-Bataillon der SS 15
  - Waffen-Panzerjäger-Abteilung der SS 15
  - Waffen-Nachrichtung Abteilung der SS 15
  - Waffen-Pionier-Bataillon der SS 15
  - Waffen-Flak-Abteilung der SS 15
  - SS-Divisionstruppen 15
  - SS-Feldersatz-Bataillon 15

- SS-Bau-Regiment 1 der 15. SS-Division
- SS-Bau-Regiment 2 der 15. SS-Division

## Kommandeure
- 25. Februar bis Mai 1943 SS-Brigadeführer und Generalmajor der Waffen-SS Peter Hansen
- Mai 1943 bis 17. Februar 1944 SS-Gruppenführer und Generalleutnant der Waffen-SS Carl Graf von Pückler-Burghauss
- 17. Februar bis 21. Juli 1944 SS-Oberführer Nikolaus Heilmann
- 21. Juli 1944 bis 26. Januar 1945 SS-Oberführer der Reserve Herbert von Obwurzer
- 26. Januar bis 15. Februar 1945 SS-Oberführer Adolf Ax
- 15. Februar bis Mai 1945 SS-Brigadeführer und Generalmajor der Waffen-SS Karl Burk